# Ivan Karić
Ivan Karić, cyr. Иван Карић (ur. 19 września 1975 w Obrenovacu) – serbski polityk, deputowany, przewodniczący Zielonych Serbii.

## Życiorys
Ukończył studia na Wydziale Górnictwa i Geologii Uniwersytetu w Belgradzie. Magisterium z ochrony środowiska uzyskał na prywatnym Uniwersytecie Singidunum. Pracował w regionalnym funduszu ochrony środowiska, w tym jako jego wiceprezes. W 2007 stanął na czele partii politycznej Zieloni Serbii. W wyborach w 2012 z listy Partii Demokratycznej uzyskał mandat posła do Zgromadzenia Narodowego, a w 2014 skutecznie ubiegał się o reelekcję jako kandydat koalicji Borisa Tadicia.
Przed wyborami w 2016 podpisał w imieniu swojej partii porozumienie z Socjalistyczną Partią Serbii, uzyskując następnie poselską reelekcję na kolejną kadencję. W 2017 został sekretarzem stanu w resorcie ochrony środowiska.
W 2022 i 2023 Ivan Karić otrzymywał osiemnaste miejsce na liście wyborczej koalicji skupionej wokół SPS, uzyskując w tych wyborach mandat deputowanego.